# Bystrany
Bystrany (bis 1927 slowakisch „Velbachy“, 1927 bis 1948 „Veľbachy“; deutsch Eulenbach, ungarisch Ágostháza – bis 1902 Wellbach – älter auch Velbach) ist eine Gemeinde in der Slowakei, gelegen in der Zips.
Sie wurde 1268 als Ewlenbach zum ersten Mal schriftlich erwähnt.

## Bevölkerung
| Jahr:                | 1994. | 2004.    | 2014.    | 2024.    |
| -------------------- | ----- | -------- | -------- | -------- |
| Anzahl der Personen: | 2160  | 2734     | 3329     | 4052     |
| Unterschied:         |       | +26,57 % | +21,76 % | +21,71 % |

| Jahr:                | 2023. | 2024.   |
| -------------------- | ----- | ------- |
| Anzahl der Personen: | 3997  | 4052    |
| Unterschied:         |       | +1,37 % |